# Massive Open Online Course

Logotipo de MOOC

Los cursos en línea masivos y abiertos o MOOC (acrónimo en inglés de massive open online courses) son una modalidad de aprendizaje en línea, que está teniendo auge a nivel mundial, dirigidos a un número ilimitado de participantes a través de Internet según el principio de educación abierta y masiva.
Más de 800 universidades de todo el mundo ofrecen miles de cursos en línea gratuitos. Algunos los consideran una evolución de la educación abierta en Internet. El término fue acuñado en 2008 por Dave Cormier y Bryan Alexander. Clayton Christensen, profesor de la Escuela de negocios Harvard, acuñó el término “tecnología disruptiva” y piensa que los MOOC se pueden considerar disruptivos. Son un punto de partida para la divulgación, el acercamiento de la formación universitaria a la revolución digital y una manera de abrir una ventana de oportunidad al mundo.

## Nombre y significado
En español también se conoce a este tipo de cursos como CEMA (Curso en Línea Masivo y Abierto), CAEM (Curso Abierto En línea Masivo), COMA (Curso Online Masivo y Abierto), CALGE (Curso Abierto en Línea a Gran Escala). Estos acrónimos se escriben en mayúscula; se utilizará la minúscula cuando su uso se haya extendido. Su género es masculino ("el CEMA") y su plural no lleva "s": los MOOC, no "los MOOCs" ni "los MOOC's".
Su acrónimo es importante porque los define:
- (Massive) Masivos: están enfocados a la demanda de millones de personas en el mundo que tienen acceso a Internet.
- (Open) Abiertos: sus contenidos suelen ser de libre disposición, el estudiante puede compartirlos e incluso modificar algunos.
- (Online) En línea: se realizan o se accede a ellos a través de Internet y fomentan el aprendizaje autónomo.
- (Course) Cursos: plantean una estructura enfocada a la enseñanza y a la superación de pruebas.

## Principales características
Los MOOC se caracterizan por:
- Acceso masivo de estudiantes de todo el mundo interesados en un tema específico; les motiva aprender y compartir sus conocimientos.
- Acceso libre, abierto y fácil. No requiere una prueba de conocimientos previos ni ser alumno de la institución que ofrece el MOOC.
- Acceso gratuito. No se necesita pagar para acceder a los contenidos y a la plataforma del curso. Puede tener costo el acceso a tutorías, evaluaciones, recursos bibliográficos o acreditaciones.
- Estructura concebida para promover el aprendizaje autónomo.Usa recursos como vídeos, enlaces, documentos y espacios de debate y comunicación.
- Desarrollo completamente en línea. Permite utilizar el potencial de Internet (audio, texto, vídeo, animación) de forma fácil, rápida y desde cualquier lugar.
- Interacción (asincrónica o sincrónica) en línea entre alumnos. Foros o herramientas de videoconferencia ayudan en la interacción estudiante-estudiante y estudiantes-profesores. La mediación de la tecnología y el carácter masivo generan limitaciones pero también abren posibilidades inexistentes en otro tipo de cursos.[13]
- Acción formativa diseñada y orientada al aprendizaje. Se evalúa en una serie de pruebas a superar si se quiere obtener la acreditación del conocimiento adquirido.
- Formación a distancia. Sus estudiantes solo consultan a través de Internet, no hay clases presenciales. Se atiende a personas de todo el planeta que manejen el idioma del curso, por medio de programación y planificación de actividades, tutorías de estudiantes, evaluación de aprendizajes, intercambio de opiniones, etc.
- Contenidos abiertos. Lo que desarrollen los docentes y los materiales o herramientas que usen en los MOOC son abiertos, utilizan licencias que permiten su reutilización.[14]

### Puntos fuertes y de oportunidad de los MOOC
Los MOOC tienen las mismas debilidades y limitaciones de los sistemas educativos que los producen: pueden ser excesivamente rígidos desde muy diversos puntos de vista: oferta académica, gestión administrativa, planificación temporal, sistemas de evaluación y acreditación, difusión y transferencia de conocimientos, metodologías docentes e integración de las tecnologías digitales.
Explicitan una transformación paulatina en la enseñanza y en los roles de los docentes universitarios de las últimas décadas. Se pierde el rol de transmisor y se le reemplaza por otros ligados a la orientación, el acompañamiento, la facilitación de recursos o la evaluación formativa. El profesor puede reducirse a un mero guía de los conocimientos a enseñar. Se necesita establecer nuevos roles en docentes y participantes. Los MOOC plantean múltiples posibilidades de acción pero deben de ser diseñados y aplicados de una forma que tienda a la transformación y el cambio de la educación tradicional en línea unidireccional.
Otra clasificación sobre puntos críticos es la siguiente:
- Falta de retroalimentación o realimentación (feedback) y baja interacción.
- Altas tasas de deserción debido a la diversidad del alumnado.
- No hay comprobación fiable de los resultados del aprendizaje y de las evaluaciones entre pares.
- Hay muchos temas diferentes, pero sin un currículo claro.

Para finalizar con este apartado se va a ofrecer una síntesis de los criterios necesarios para que los MOOC se impartan con calidad:
- La calidad de los materiales, las actividades y otros recursos formativos. Se trataría de valorar aspectos como accesibilidad, formato o claridad.
- La calidad de la plataforma de e-learning. Se analizarían aspectos como la escalabilidad, utilidad, las herramientas ofrecidas o los sistemas de comunicación.
- La calidad de la experiencia formativa completa, desde el inicio del curso (planificación, objetivos), pasando por el desarrollo del curso (materiales, puesta en marcha, seguimiento) y, finalmente, la evaluación de los estudiantes.

### Diferencias entre un MOOC y un curso en línea
Los MOOC tienen una serie de características que los diferencian de un curso en línea.
| MOOC | Curso en línea |
| --- | --- |
| Entorno abierto. | Entorno cerrado. |
| Se sigue un diseño tecnológico que facilita la diseminación de la actividad de los participantes mediante el uso de una o varias plataformas. | Se desarrolla en una plataforma de aprendizaje electrónico o Learning Management System (LMS) con unas funcionalidades y una estructura muy acotadas y diseñadas para la interacción directa con el profesor. |
| Fomenta el protagonismo del alumnado. | Acceso por pago previo de matrícula. |
| Número de participantes ilimitado. | Número de participantes limitado. |
| Diversidad de herramientas de comunicación, uso de las redes sociales.                                                                        | Comunicación mediante foros de debate, correo electrónico y chat. |
| Énfasis en el proceso de aprendizaje más que en la evaluación y la acreditación.                                                              | Orientado hacia la evaluación y acreditación. |
| Acceso y materiales gratuitos. | El alumno responde a un modelo instruccional. |

## Evolución
En la evolución de los MOOC, se fue mezclando el diseño de una plataforma global de transformaciones, donde el rol del alumno y la evolución sociocultural se llevan a cabo en un nuevo espacio de aprendizaje en el que cada nivel tiene su propia lógica:
- Uno a uno. Conferencia plus-grupo, está anclado en la conversación, se destaca la discusión como una interacción de dos vías, donde el alumno reproduce contenido y resuelve problemas de acuerdo con la solución predefinida del docente.
- Uno a muchos. El profesor da una clase a una audiencia global, se destaca el uso de la conversación, habla una persona y todo el mundo escucha.
- Muchos a muchos. La enseñanza masiva descentralizada, destacando el diálogo como punto clave centrada en el usuario, destaca la interacción multilateral donde la autorreflexión permite a los alumnos ver la situación a través del otro.
- Muchos a uno. Es una dimensión profunda de transformación, donde en el campo social permite a cada alumno ver sus propias posibilidades futuras a través del otro. Se destaca la estructura de las relaciones y activa los campos sociales destacando la creatividad colectiva.[19]

## Diseño del software educativo MOOC
Según el análisis realizado por Poy y Aguilar hay una tendencia a la utilización de plataformas de código propietario con el fin de desarrollar un modelo de negocio con diferentes estrategias de retorno económico como puede ser el pago de certificados, de créditos, publicidad o suscripción de usuarios. Sin embargo, también subsisten plataformas de código abierto que son las que respetan más el origen y espíritu de los MOOC. Con respecto a estas últimas, estos autores señalan como principales plataformas a edX, abierta en junio de 2013, y OpenMooc.
Como señalan estos autores, el diseño pedagógico de las plataformas MOOC es uno de los aspectos más relevantes para la motivación de los estudiantes y garantizar el éxito del curso. En primer lugar, el diseño pedagógico debe tener en cuenta la fundamentación teórica del modelo pedagógico que sustenta el curso a fin de dar respuesta a las necesidades pedagógicas que surgirán a lo largo del curso. «Las plataformas MOOC responden a esa nueva demanda de contenidos innovadores para las nuevas generaciones de usuarios crecientemente inmersos en la sociedad del conocimiento y de la información». Estos autores proponen para el análisis pedagógico de diferentes plataformas MOOC, el modelo de Freitas y Jarvis (2007) que toma en cuenta tres elementos de análisis: el contexto, el aprendiz, y la pedagogía usada, además de la propia representación digital del producto e-learning, como cuarto elemento adicional.
El diseño que apela a la motivación, para favorecer el aprendizaje y frenar el abandono de los cursos, propicia la colaboración y técnicas de gamificación en la planificación, diseño, implementación y uso de los MOOC. Se fortalece con el modelo de Arquitectura de Formación y Aprendizaje (TLA) que propone el Modelo Tecnológico de los autores González, Collazos y García (enero de 2016). El TLA es el nombre dado a la siguiente generación Object Reference Model (SCORM) para compartir contenido (Poltrack, Hruska, Johnson y Haag, 2012) y del proyecto Tin Can. El artículo de González, Collazos y García, específica que este modelo contiene componentes que se conciben como un conjunto de servicios web estandarizados y software de código abierto asociado, que implementan los servicios web. Lo cual permite lo siguiente:
- Es un modelo multiplataforma, que incorpora el aprendizaje móvil, multimedia, componentes de los videojuegos y de e-learning. De esta forma permite el uso de diferentes dispositivos y recursos pedagógicos, permitiendo un aprendizaje ubicuo, con información accesible en todo momento y en diferentes formatos.
- Realización de seguimiento de la experiencia de aprendizaje. El modelo contiene el servicio web Experience API (XAPI) y el software que permite rastrear los datos del alumno sobre la base de las interacciones con diferentes experiencias de aprendizaje.
- Redes de competencias. Contiene software que permite establecer relaciones entre los objetivos de aprendizaje y las competencias a desarrollar por parte de los estudiantes con el contenido y los sistemas a utilizar.
- Gestión de contenido apropiado para cada usuario y dispositivo. Cuenta con software que permite entregar el contenido al alumnos poco a poco y justo a tiempo, además permite la selección de la siguiente actividad y la posibilidad de recomendar experiencias de aprendizaje específicas a los usuarios gracias a sus componentes inteligentes.
- Perfiles de aprendices, gracias a los cuales se facilitan los datos que individualizan a los estudiantes permitiendo una mayor personalización de las experiencias de aprendizaje, teniendo en cuenta el estilo y preferencias de cada alumno.

Precisamente los entornos virtuales de aprendizaje tienen cada vez mayor presencia en el conjunto de la oferta formativa, pudiendo afirmar que, en general, la población que utiliza los actuales canales de aprendizaje online manifiesta nuevas tendencias como el hecho de tener una mayor demanda de contenidos innovadores respecto a los más tradicionales modelos de aprendizaje propios de la enseñanza presencial (Krichen, 2007). En consecuencia, en ambos casos las plataformas MOOC responden a esa nueva demanda de contenidos innovadores para las nuevas generaciones de usuarios crecientemente inmersos en la sociedad del conocimiento y de la información.
Con el fin de analizar desde el punto de vista del diseño pedagógico, la construcción de las diferentes plataformas MOOC, hemos utilizado el modelo de Freitas y Jarvis (2007) que toma en cuenta tres elementos de análisis más la representación: el contexto, el aprendiz, y la pedagogía usada, además de la propia representación digital del producto e-learning, como cuarto elemento adicional.
Los MOOC se definen por el gran volumen de alumnos participantes y por la heterogeneidad de los mismos, con frecuencia con altas tasas de abandono. El estudio realizado demuestra que un diseño mixto, cooperativo, basado en la incorporación de las redes sociales como estrategia de aprendizaje, puede ayudar a reducir la tasa de abandono (Fidalgo ,Sein Echaluze & García Peñalvo, 2013). Igualmente existe vinculación directa entre el diseño del curso y los cuatro factores de la escala de motivación IMMS: atención, confianza, satisfacción y relevancia.

## Historia
Isaac Asimov anticipó en 1988 la aparición de los MOOC en el vídeo titulado "Su visión hacia el futuro", pero ya anteriormente, en 1922, se produjo un fenómeno similar con los cursos radiofónicos cuyas pretensiones, planteamientos pedagógicos, objetivos económicos y visión de futuro coincidían con los de los MOOC y en particular los xMOOC.
Como antecedentes de los cursos MOOC se pueden considerar, entre otras, a las siguientes iniciativas: OpenCourseWare (OCW) y los recursos educativos abiertos de la UNESCO (en inglés se emplea la sigla OER).
Realmente no podemos otorgar una fecha exacta a la existencia del primer MOOC, pues la discusión es intensa al respecto, y está sujeta a las características que definen un curso como MOOC. Algunos opinan que David Wiley es el autor del primer MOOC en la Universidad Estatal de Utah en agosto de 2007. Se trataba de un curso de educación abierta. Esta iniciativa tuvo continuidad en numerosos proyectos académicos dentro y fuera de los Estados Unidos, pero también existen algunos cursos previos a este que podrían considerarse MOOC, como el curso "From NAND to Tetris: Building a Modern Computer from First Principles", organizado por Noam Nisan y Shimon Schocken en el año 2005 (Shimon Schocken: The self-organizing computer course).
El primer MOOC fue ofrecido en el año 2008 en la universidad de Manitoba, Canadá (Fini, 2009). Stephen Downes y George Siemens abrieron al público un curso en línea llamado “Connectivism and Connective Knowledge CCK08” donde se inscribieron 2,300 estudiantes, Dave Cormier y Bryan Alexander sugirieron llamarlo “massive open online course” o MOOC (Siemens, 2012).
En 2011, más de 160,000 personas repartidas por todo el mundo se matricularon en un curso de Inteligencia artificial ("Introduction to Artificial Intelligence") ofrecido por Sebastian Thrun y Peter Norvig en la Universidad de Stanford a través de una compañía startup llamada Know Labs. En Francia, Open Classrooms, que va ofreciendo cursos en línea en IT y lenguajes de programación desde 1999, empieza produciendo MOOC en 2012. Hoy en día, ofrece más de 1000 cursos enfocados en tecnología y competencias digitales, principalmente en francés, pero también en inglés y en castellano, producidos internamente o en colaboración con universidades y empresas.
En 2012 se reconoce internacionalmente el auge de los MOOC. El periódico New York Times publicó un artículo titulado "The Year of the MOOC", o "El año del MOOC". En él se declaraba que el 2012 había sido el año de los Massive Open Online Courses (MOOC) debido a la gran expectación que había obtenido este nuevo término por parte de los medios de comunicación y la comunidad educativa mundial. Ese mismo año, Stanford y el Instituto Tecnológico de Massachuetts desarrollaron plataformas para impartir sus propios MOOC, Coursera y edX.
Los MOOC dan respuesta a las necesidades que demanda hoy la sociedad respecto de la formación continua, de la necesidad de flexibilidad y compatibilización con otras actividades y situaciones personales que en la formación tradicional no serían posibles. La constante demanda de una educación más personalizada, pero a la vez con restricciones económicas.
España es, desde 2013, y según la Unión Europea, el primer país europeo en la producción de cursos MOOC. Un 27% de los mismos, seguido de Reino Unido convirtiéndose ambos en los países de Europa al frente esta. La cantidad de cursos en línea abiertos masivos que se ofrecen aumentó en el año 2017 a 9,400, frente a los 6,850 de 2016.

### MOOC en Iberoamérica
En Iberoamérica diferentes universidades ofrecen MOOC. Entre ellas, la Universidad Autónoma de Barcelona, la Universidad Politécnica de Madrid, la Universidad de Alicante, la UNED, la Universidad Politécnica de Valencia, Universidad de Granada y la Universidad Nacional Autónoma de México.
El primer MOOC en España surge de la Universidad Politécnica de Madrid y se llama Crypt4you. Se trata de un curso de criptografía para programadores.[cita requerida]
En 2013 la Universidad Nacional Autónoma de México en alianza con Coursera desarrollaron sus tres primeros MOOC: "Pensamiento científico", "Ser más creativos" y "TIC para la educación". La UNAM oferta 44 cursos sobre ciencia de datos, ciencias de la computación, ciencias físicas e ingeniería, matemáticas, negocios y humanidades. La UNAM también tiene oferta en el portal MéxicoX y en Miríada X.
La Universidad Tecnológica de Pereira desarrolló el que se considera el primer MOOC colombiano que ya va por su quinta edición: Arte latinoamericano con Énfasis en Colombia. También, en MiriadaX se pueden tomar los cursos Matemáticas Esenciales en los Números Reales y Complejos de la Universidad de Ibagué; Resistencias Ciudadanas como Actos Creativos y Paz y No violencia de la Corporación Universitaria Minuto de Dios. Por su lado, la Universidad EAN dispone en su página web de siete MOOC autoformativos en distintas áreas del conocimiento: Inducción a la Formación Virtual, Atención y Servicio al Cliente, Herramientas para el Bienestar Personal, Construcción de Indicadores
para la Gestión de Ventas, Finanzas para no Financieros, Globalización y Negociación Intercultural, Habilidades Gerenciales. 
En junio de 2014, la Universidad del Cauca, al suroeste de Colombia, lanza su primer curso MOOC bajo la plataforma de código abierto EdX. Y en ese mismo año, la Escuela de Negocios de la Pontificia Universidad Católica del Perú, lanza centrumX, la plataforma virtual especializada en cursos MOOC de negocios.
En 2015 la Universidad de Los Andes en alianza con Coursera ofrecen un programa especial de desarrollo de videojuegos junto con ocho cursos: Leer a Macondo: la obra de Gabriel García Márquez, Tesoros de la física y sus descubridores I, Marketing verde, Fundamentos de finanzas empresariales, Sexualidad... mucho más que sexo, Innovar es un deporte extremo, Selección de personal para todos, Precálculo Alpha. También en 2015, en Ecuador la Dirección de Tecnologías de la Universidad Técnica Particular de Loja inicia el desarrollo de cursos MOOC a través de una plataforma denominada "MOOCsUTPL", donde se han impartido varias temáticas como Gamificación, Introducción a la Contabilidad, y Ciclo contable. A partir del año 2016 se han diseñado cursos sobre: Expresión Oral y Escrita, Metodología de Estudio y Realidad Nacional del Ecuador.
Por medio de la plataforma Coursera, las universidades pueden desarrollar programas de estudio más robustos que los MOOC, con una modalidad que Coursera ha denominado, Programas Especializados, que son cursos MOOC que se complementan entre sí, que pueden tomarse por separado, pero también unirse, para crear un estudio más profundo en contenido y duración. Estos programas generalmente están conformados por cuatro o más cursos MOOC. Otros estudios con formato similar son los Certificados Profesionales, enfocados principalmente a temáticas de tecnologías como la ciencia de datos, la inteligencia artificial, la realidad virtual, o el internet de las cosas, que desarrollan en conjunto con compañías tecnológicas que ofrecen a su vez, certificados avalados por sus respectivas industrias.
Coursera ha desarrollado nuevas categorías de estudio virtual que abarcan estudios más complejos incluso de pregrado y posgrado, disponibles por medio de su plataforma.
En Argentina diversas universidades tanto de gestión pública (UBA, UNQ,) como privada (UADE, BLAS PASCAL, USAL) han desarrollado MOOC en distintas áreas temáticas tales como Ortografía, Medio Ambiente, Gestión del Clima Organizacional, Lenguaje Cinematográfico, Orígenes del Tango, Escenarios de Enseñanza y Aprendizaje, y Educación y Tecnología. En México, instituciones de educación superior como la Universidad Nacional Autónoma de México y el Tecnológico de Monterrey han desarrollado MOOC en diversos temas, en convenio con Coursera. También destaca la Universidad de Los Andes, que a finales de 2019 lanzó la primera Maestría Virtual en Ingeniería de Software.
En los últimos años, se ha ido incrementando la oferta de MOOC en espacios como Coursera, edX o Udacity, en el mundo anglosajón, y Miríada X (iniciativa promovida por Telefónica Learning Services y Universia), Tareasplus, UNED COMA (de la Universidad Nacional de Educación a Distancia) que ofrecen una formación abierta sustentada en las bases de la “cultura libre y accesible”, en Iberoamérica.
Los MOOC han recibido diversas críticas, tanto positivas como negativas, algunos académicos incluso advierten la posibilidad de que existan ciertos peligros en el uso de los MOOC para países de Iberoamérica, tales como una neocolonización cultural, la mercantilización de la formación docente y la reproducción de modelos academicistas. Al respecto también se refiere Maggio (2018), planteando la preocupación acerca del rol del docente y un posible desdibujamiento sobre su figura el frente de una clase presencial, versus una oferta de temas y contenidos variados dictados por expertos reconocidos y la posibilidad de acceder a ellos desde plataformas que soportan el aprendizaje ubicuo.

## Clasificación de los MOOC
Una de las clasificaciones más amplias de categorías de los MOOC es la siguiente:
- connectivistMOOC, propuestos por Siemens.
- transferMOOC, consisten en tomar los cursos existentes en las Universidades de e-learning y transferirlos a una plataforma MOOC.
- madeMOOC, estos a diferencia de los anteriores, incorporan elementos de vídeo, hacen hincapié en la calidad de la creación de tareas que deben realizar los estudiantes, potencian el trabajo entre iguales y la coevaluación.
- synchMOOC, estos cursos presentan fechas específicas de comienzo y de finalización, así como de realización de las evaluaciones. Sin embargo, los asynchMOOC, no tienen fecha límite.
- adaptiveMOOC, utilizan algoritmos adaptativos para presentar experiencias de aprendizaje personalizadas, basadas en la evaluación dinámica y la recopilación de datos del curso.
- groupMOOC, son elaborados para grupos específicos.
- miniMOOC, estos tienen un corto número de contenidos y plazos de desarrollo.

Independientemente de propuestas tan amplias como la citada, la tendencia es a considerar dos tipos básicos de MOOC, que suelen denominarse: xMOOC y cMOOC (Departmentfor Business, Innovation and Skills, 2013; Scopeo, 2013; Vázquez et al., 2013; Downes, 2012; Siemens, 2012; Hill, 2012) Estas últimas fueron los primeros MOOC que existieron.

### Carácter extendido o conectivista
Se han definido dos tipos principales de MOOC:
- Los xMOOC (MOOC comerciales):[27] La “x” en xMOOC viene de eXtended[42], más allá del plan de estudios básico. El xMOOC es un MOOC centrado en expertos, en el que el docente dirige los conocimientos que se van a obtener, por lo tanto, el profesor es la figura central del aprendizaje. El papel del instructor del curso (experto) es crear y coordinar el plan de estudios y establecer los resultados del curso desde el inicio. El alumno es responsable de completar las tareas en el tiempo requerido. xMOOC tiene una duración establecida estricta y se emite un certificado. Los contenidos se transmiten unidireccionalmente al alumnado que responde a las actividades propuestas para alcanzar los objetivos. Las actividades académicas generalmente se centran en foros. Sin embargo, la participación del profesor en dichas estrategias es reducido y unidireccional. Son los tradicionales paquetes formativos, pero ofrecidos en abierto, que no promueven el diálogo entre la comunidad educativa ni la construcción colectiva del conocimiento.
- Los cMOOCs "Introduction to Open Education", "Connectivism and Connective Knowledge"[27] (cursos con una aproximación conectivista): La 'c' representa la creación de redes y generación de conocimiento por parte de los participantes. Se centra en que el alumno elige lo que desea aprender. No hay un plan de estudios formal o el sistema tradicional de gestión del aprendizaje se sustituye por las herramientas de la Web 2.0, tales como blogs, wikis y plataformas de redes sociales. Los alumnos reflexionan sobre las contribuciones y auto evalúan su aprendizaje. Este tipo de MOOCs mantienen la esencia de la construcción del conocimiento entre todos los miembros de la comunidad de aprendizaje. Las relaciones están menos estructuradas y el alumnado es el protagonista del proceso de enseñanza. Tienen la capacidad de crear comunidades virtuales de aprendizaje de ámbito global, que potencian la creación de proyectos colaborativos. Cada tipo de curso tiene unas ventajas e inconvenientes, debido a la estrategia formativa tanto para el enfoque del aprendizaje como en la evaluación del mismo (Octeto, 2013).

Las plataformas diseñadas inicialmente para la construcción de entornos personales de aprendizaje (PLE en inglés) pueden permitir, tanto a docentes como a estudiantes, agregar sus propios cMOOCs o MOOC de conexión a partir de los recursos de libre acceso disponibles en la Nube bajo licencias Creative Commons. La incorporación de herramientas de comunicación social facilita la interacción oportunista y el intercambio informal entre estudiantes, dando así un corte conectivista al MOOC.
El último tipo de MOOC con el que nos podemos encontrar, es el centrado en las tareas, modelo que como ya comentamos para algunos autores (Scopeo, 2013; Vázquez et al., 2013) es uno híbrido que adopta planteamientos de las dos propuestas presentadas hasta el momento. Desde esta posición, en el MOOC se hace especial hincapié en la resolución de determinados tipos de tareas y actividades por parte del estudiante, que debe ir realizando progresivamente para poder ir avanzando a lo largo del curso. Las tareas que se incorporan pueden ser de diferente tipo: resolución de casos, lectura y análisis de documentos, construcción de recursos en diferentes formatos, análisis de sitios web, elaboración de blog y wikis, elaboración de mapas conceptuales, resolución de problemas, configuración de crucigramas sobre términos científicos, entre otros. Actividades que pueden ser elaboradas tanto de forma individual como grupal o colaborativas. Referente a la evaluación de los alumnos, en estos MOOC se sigue el procedimiento del análisis de la calidad de las tareas efectuadas, evaluación que puede llevarse a cabo por un ayudante en el programa, o mediante evaluación por pares.
Algunas diferencias entre los xMOOCs y los cMOOCs:
|                      | xMOOC                                               | cMOOC                                                                        |
| -------------------- | --------------------------------------------------- | ---------------------------------------------------------------------------- |
| Estrategias          | Conductista.                                        | Conectivista.                                                                |
| Similitud con        | Cursos online LMS.                                  | Redes sociales y entornos personales de aprendizaje.                         |
| Guía del aprendizaje | Se basa en los contenidos o tareas.                 | Aprendizaje colaborativo a partir de la interacción entre los participantes. |
| Tipo de conocimiento | Conocimiento empírico.                              | Conocimiento holístico.                                                      |
| Evaluación           | Test. Entrega de trabajos. Evaluación por pares.    | Conocimiento aportado o creado en entornos personales de aprendizaje.        |
| Papel del docente    | El docente se convierte en el guía del aprendizaje. | El docente tiene un perfil constructor de toda la comunidad.                 |

La tendencia a estos entornos virtuales de aprendizaje es que el alumnado sea el centro del proceso de enseñanza, participando de forma activa en la creación del conocimiento; en este sentido, en los MOOC se generan nuevas dinámicas de aprendizaje que desarrollan la autonomía personal en un entorno social con características de la sociedad posindustrial, como son:
- El componente social del aprendizaje: adquirido en un entorno virtual basado en la construcción de redes sociales en las que se abandona el aislamiento para desarrollar la sociabilidad y el trabajo colaborativo.
- Formación personalizada: que permite adaptar la enseñanza a cada individuo.
- Aprendizaje de competencias: con alternativas metodológicas enfocadas a partir del error y de la evaluación participativa, donde se da mayor énfasis y actitudes como la capacidad de expresarse (mediante una evaluación formativa en la que se destaque qué mejorar y cómo alcanzar esta mejora), etc.
- Formación de grupos de aprendizaje socio-colaborativo: con un enfoque pedagógico basado en la conectividad y la horizontalidad, proporcionando alternativas a la enseñanza tradicional basada en la centralidad del profesor. La educación implica aprender en comunidad y el trabajo entre iguales permite la construcción del conocimiento.

Los xMOOCs y los cMOOCs, potencian la adquisición y posibilidad de perfeccionar diferentes tipos de competencias y capacidades por parte de los alumnos. En este sentido, los MOOC han producido un beneficioso efecto sobre la relevancia de los entornos virtuales de enseñanza-aprendizaje en la Educación Superior y han dado respuesta a una importante demanda social de formación especializada. Además, han contribuido a la reflexión sobre la necesidad de una redefinición de los actuales roles docentes y ha situado al estudiante en un papel de mayor protagonismo en el proceso de evaluación de sus aprendizajes. Los MOOC han mostrado a las instituciones universitarias que la oferta académica debe ser más flexible y abierta. Desde un punto de vista tecnológico, los MOOC han favorecido el desarrollo de nuevas herramientas de software para la formación online (Valverde Berrocoso, 2014).

## Roles

### Roles de los alumnos
Los MOOCs han implicado a los estudiantes en el proceso de evaluación de sus aprendizajes mediante estrategias como la autoevaluación y la heteroevaluación, contribuyendo de este modo a renovar los modelos de evaluación vigentes en la Educación Superior.
Según Kizilcec, Piech, & Schneider (2013) se pueden identificar cuatro tipologías de participantes en un MOOC:
- Los auditores o participantes pasivos: son aquellos alumnos que acceden a los materiales del curso, tales como los vídeos de las exposiciones docentes, pero apenas utilizan las evaluaciones y no participan de ninguna actividad de comunicación.
- Los cumplidores o participantes activos: hace referencia a los alumnos que utilizan todos los materiales didácticos, realizan todas o muchas de las evaluaciones que se ofrecen dentro del curso y se comprometen en la participación a través de los foros y las redes sociales.
- Los inconstantes o desconectados: alude a los alumnos que realizan las evaluaciones al inicio del MOOC pero que, posteriormente, solo acceden a algunas clases o desaparecen por completo del curso.
- Los catadores o merodeadores: alumnos que exploran superficialmente el curso mediante el uso de algunos vídeos.

### Roles docentes
Durante los últimos años ha ido aumentado las ofertas de formación/capacitación a distancia como una forma de democratizar el acceso a educación. La mayoría de estas propuestas están centradas en el alumno y en el tratamiento que ellos realizan a la hora de apropiarse del contenido, por lo cual, la pérdida del rol transmisor del docente se vio opacado por otras funciones más ligadas a la orientación, el acompañamiento, las tutorías, la facilitación de recursos y la evaluación formativa.
La integración de las tecnologías digitales en la formación conlleva la necesidad de establecer nuevos roles docentes. Según Laurillard (2002) se pueden mencionar cuatro estrategias docentes que refieren a la responsabilidad que estos presentan en el marco de las propuestas virtuales:
1. Narrativa: las concepciones del profesor sobre el objeto de conocimiento deben estar siembre accesibles al alumno y viceversa; el docente debe alcanzar un acuerdo con ellos acerca de las metas de aprendizaje; el profesor debe promover un entorno de enseñanza abierto al debate, de manera que el alumno pueda generar y recibir feedback sobre el contenido del aprendizaje.
2. Reflexiva: el profesor debe apoyar el proceso a través del cual el estudiante enlaza el feedback recibido con los objetivos de cada tarea y con las metas finales del proceso de aprendizaje.[50]
3. Adaptativa: el docente tiene la responsabilidad de utilizar las relaciones entre sus propios conceptos y los del estudiante para definir el enfoque de las tareas más adecuado para propiciar el diálogo continuo; el alumno tiene la responsabilidad de usar el feedback sobre su trabajo académico y relacionarlo con su marco conceptual.
4. Interactiva: el profesor debe proporcionar un entorno de aprendizaje dentro del cual el estudiante pueda actuar, generar y recibir feedback sobre las tareas orientadas a la consecución de una meta; el docente debe proporcionar una retroalimentación significativa sobre las acciones del alumno que estén relacionadas con los objetivos de aprendizaje.

Este nuevo rol revaloriza la tarea docente como facilitador de la formación de alumnos competentes, críticos, de pensamiento creativo dentro de un entorno de aprendizaje colaborativo. Según Vázquez Cano (2013), los MOOCs necesitan de profesores instructores y asistentes o content curators (alguien que busca, agrupa y comparte la información de forma continua) automatizando y optimizando los recursos, pero sin olvidar que es el estudiante quien debe también filtrar, agregar y enriquecer con su participación el curso.

## Desafíos de los MOOC
Diversas investigaciones concuerdan que los MOOC presentan una alta tasa de abandono que suele ser más pronunciada en las primeras semanas de impartición. La tasa promedio de retención actual es del 15% del conjunto de las plataformas MOOC más conocidas de Europa y América.
Otro de los desafíos que enfrentan este tipo de cursos tiene que ver con la evaluación, que en general es más cuantitativa que cualitativa. En los MOOC, podemos distinguir tres tipos diferentes de evaluación:
- Basada en automatismos. No se precisa la intervención humana ya que la evaluación se realiza a través de programas automáticos especialmente diseñados para este fin (por ejemplo, verdadero o falso, test de autoevaluación de opción múltiples). Esto permite la corrección de cientos de evaluaciones en poco tiempo.
- Basada en la interacción social. La evaluación se basa en la participación y el intercambio en distintos tipos de redes sociales, blogs, microblogging y foros. Este tipo de evaluación se utiliza con frecuencia en los MOOC.
- Basada en la autoridad. La evaluación está a cargo de un profesor, especialista o bien la evaluación entre pares a partir de criterios preestablecidos. Teniendo en cuenta que se trata de cursos masivos, este tipo de evaluación no es muy frecuente en MOOC.

El tipo de evaluación elegido para un MOOC es fundamental ya que puede tener un impacto en la tasa de abandono de los MOOC.
Para abordar estos desafíos se han creado redes de instituciones educativas que comparten saberes con el objetivo de mejorar la calidad de los cursos. Un ejemplo de ello es Mooc Maker.
Referido a su impacto en las instituciones de nivel superior, en la reunión del Foro Económico de Davos de enero de 2013, rectores de las universidades de Harvard, Stanford y del Instituto Tecnológico de Massachusetts (MIT) coincidieron en que las experiencias en nuevos modelos de aprendizaje en línea cambiarán rápidamente el estado actual de la educación superior generando una verdadera disrupción. Las instituciones que desconozcan su existencia y demoren en abordar sus posibles efectos y consecuencias se verán amenazadas.

## Entornos para la aplicación de MOOC
Son diversas las plataformas sobre las cuales se han venido creando MOOC. Las plataformas más elegidas en el mundo para albergar MOOC son Coursera (30 millones de usuarios) y edX (14 millones), seguidas de XuetangX (9.3 millones), Udacity (8 millones) y FutureLearn (7.1 millones). Se están experimentando múltiples formas en que los proveedores cobran por su contenido, desde certificados pagados para cursos individuales, pasando por micro titulaciones hasta maestrías completas en las que las universidades envuelven importantes servicios adicionales alrededor de los cursos abiertos. Udacity cuenta con más de 50,000 estudiantes que pagan en sus programas de nanogrado, y que los usuarios que pagaron Coursera aumentaron en un 70 por ciento de 2016 a 2017.
En un estudio relacionado con los factores de éxito de los MOOC, se identifican 33 plataformas para este tipo de cursos a nivel internacional.

## El futuro de los MOOC
Debido a la existencia de altos índices de deserción en los MOOC, diversos investigadores en Educación y Tecnología se están preguntando en la actualidad si estos deben seguir manteniendo la lógica actual de interacción entre los profesores y los alumnos, o si es necesario un cambio de paradigma. Las críticas se concentran en el poco dinamismo que existe en la educación en línea masiva, y la poca personalización a la que se ven sometidos los alumnos. Para resolver esto, diseñadores de aplicaciones están sugiriendo incorporar "bots" que mediante algoritmos de información provean de respuestas a las preguntas de los alumnos. Este tipo de "microcursos" reemplazarían la necesidad de grandes MOOC en donde un profesor se dirige a miles de alumnos a través de vídeos o artículos. Se establecería en cambio una interacción alumno-bot, que permitiría una experiencia más personalizada, en función de las inquietudes específicas del alumno. El bot, desarrollado con inteligencia artificial, haría las veces de profesor. Así, desde esta perspectiva, los cursos masivos dejarían de implementarse dejando lugar a la existencia de "microcursos" - instancias de aprendizaje dinámicas guiadas por bots, a través del uso de apps para el celular-.
Los MOOC ya no son considerados la solución a los problemas de la educación pero tampoco desaparecieron como pensaban sus detractores. Hoy son considerados una herramienta más de la educación (Méndez, 2013). Se espera que los MOOC sean el instrumento que defina la formación a través de Internet en los próximos años (González & Carabantes, 2017). Sin embargo, no quedan dudas de que son muchas las desventajas que ofrecen y de que es esencial examinarlos desde una perspectiva crítica y situada.
En el último informe realizado en 2017 por de Class Central, revela que el número de estudiantes que consumen MOOC sigue en aumento significativo, pasando de 58 millones en 2016 a 78 millones como última cifra. Si bien esto supone un aumento del 34%, observamos una desaceleración si hacemos mención a los nuevos participantes, ya que años anteriores el aumento había sido del 66%.